# Ludwigstraße 22 (Bad Kissingen)

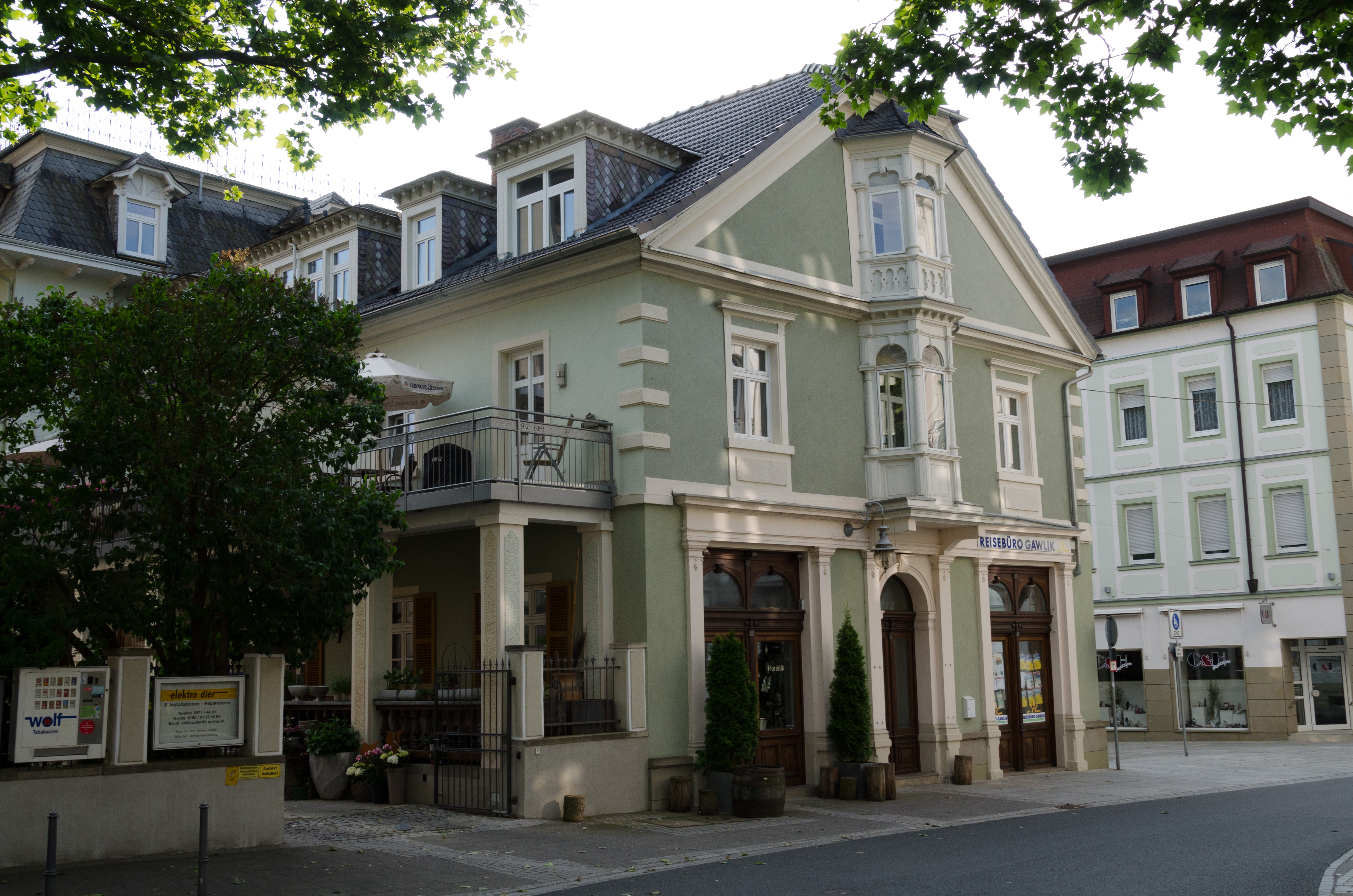
Ludwigstraße 22 in Bad Kissingen (Blick vom Theaterplatz aus).

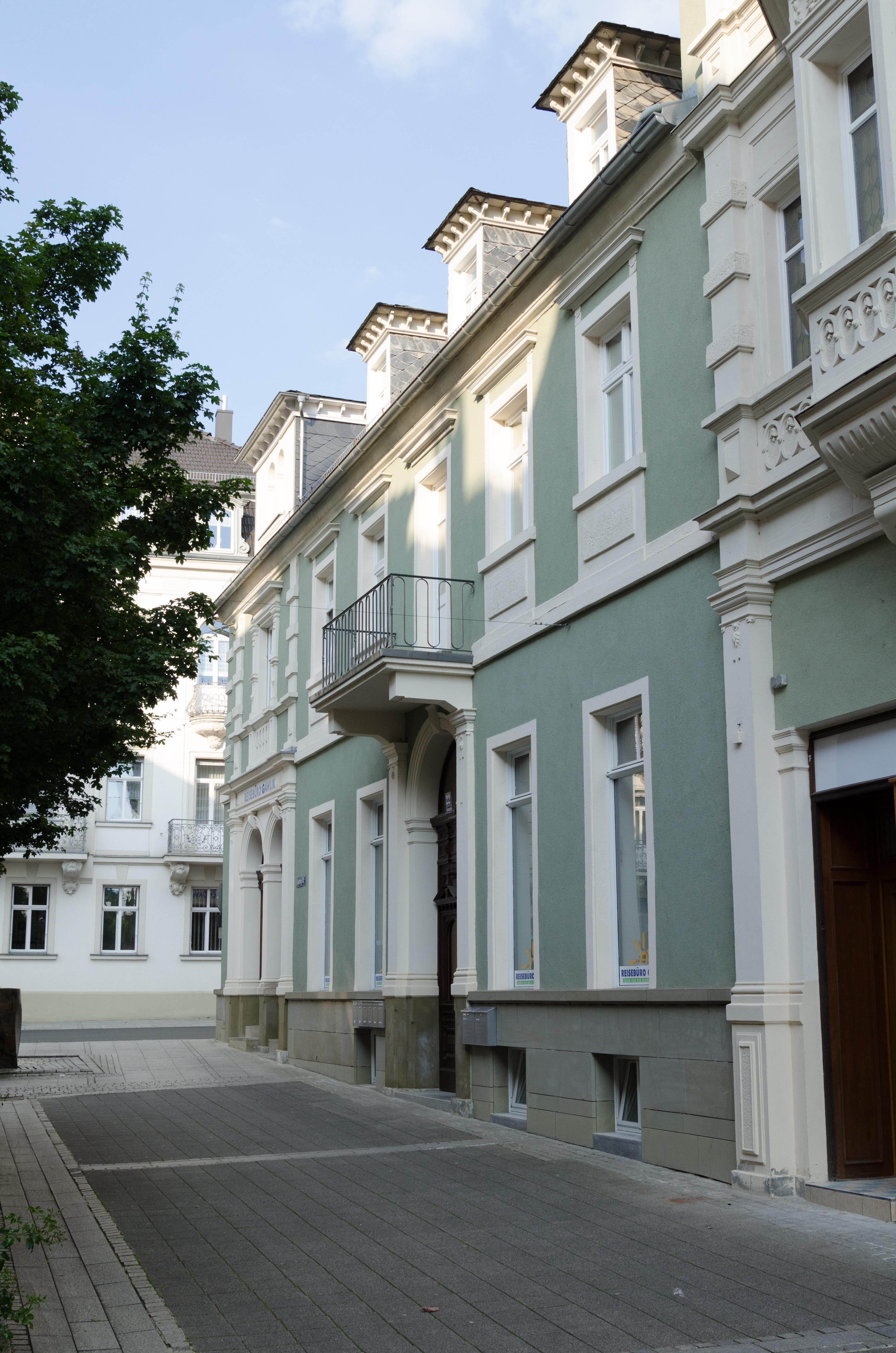
Ludwigstraße 22 in Bad Kissingen (Blick von der Ludwigstraße aus).

Das Anwesen Ludwigstraße 22 in der Ludwigstraße in Bad Kissingen, der Großen Kreisstadt des unterfränkischen Landkreises Bad Kissingen, gehört zu den Bad Kissinger Baudenkmälern und ist unter der Nummer D-6-72-114-49 in der Bayerischen Denkmalliste registriert.

## Geschichte
Das Anwesen stammt noch aus der Zeit der originalen Bebauung der Ludwigstraße. Es entstand in seinem Kern um 1830 als Halbwalmdachbau im Biedermeierstil mit einer inzwischen überbauten Hofeinfahrt, die sich wie der Hauseingang im Zwischenraum zu Nachbarhaus befand. Die ursprüngliche Fensterform ist teilweise noch im Erdgeschoss und der Traufseite vorhanden.
Im Jahr 1891 wurde das Gebäude erweitert und dem damaligen Zeitgeschmack angepasst. Im Zwischenraum zum Nachbarhaus entstand eine turmartige Erweiterung des Gebäudes. Ferner wurden die Fassaden mit Pilastern, Bossenquadern und reicheren Fensterumrahmungen, die Giebelseite mit einem Erker sowie das Dach mit Gauben versehen.
Heute beherbergt das Anwesen Wohnungen und Geschäfte.